# Anna Schepeler-Lette
Anna Schepeler-Lette, född 19 december 1829 i Soldin, provinsen Brandenburg (nuvarande Myślibórz i Polen), död 17 september 1897 i Berlin, var en tysk socialreformator. 
Schepeler-Lette grundade 1872 Lette-Verein, en förening som organiserade yrkesskolor för kvinnor, som blev en internationellt förebild.